# Need for Speed
Need for Speed (NFS) je série arkádových závodních videoher vydaných firmou Electronic Arts pro PC a mnoho typů konzolí. V sérii Need for Speed už vyšlo mnoho dílů a jedná se o jednu z nejslavnějších sérií závodních her.

## Historie série

### The Need for Speed (1994)
První díl, The Need for Speed (někdy bývá nesprávně označován podtitulem Road and Track, logo tohoto časopisu se však neobjevilo na obalu jako podtitul, ale jako poděkování za spolupráci při vytváření realistických modelů automobilů a jejich zvuků), vyšel v roce 1994 nejdříve pro konzoli 3DO, v roce 1995 byl převeden i pro PC a v roce 1996 byl převeden i pro konzole Sega Saturn a Sony PlayStation.[zdroj?] Obsahoval osm tratí (5 okruhů včetně bonusové tratě Lost Vegas, 3 závodní etapové soutěže) a osm sportovních vozů značek Ferrari, Lamborghini, Porsche, Chevrolet, Dodge, Mazda, Acura a Toyota. Poprvé se zde také objevují honičky s policií (mód Hot Pursuit), které pak byly hlavní náplní některých dalších dílů. Při výběru auta byly k dispozici technické údaje, fotografie a videa.
V roce 1996 vyšla další edice s názvem The Need for Speed: Special edition, která hru posunula technologicky velmi dopředu, protože přinesla podporu DirectX 2 a protokolů TCP/IP a jako bonus přibyly dvě nové tratě.

### Need for SpeedII (1997)
Druhé pokračování, které vyšlo pouze na PC a PlayStation, přineslo stejně jako první díl 8 licencovaných supersportovních vozů, počet tratí byl snížen na šest, ale přibyla spousta novinek. Jednou z nich byla kompletní 3D krajina; na tratích se dalo jezdit i mimo trať a dalo se z ní i vylétnout; bylo možné zde jezdit i proti směru závodu (k ničemu to ale nebylo). Další novinkou byl výběr barvy vozu. Přibyl také nový mód, Knock-out (závod na sedm kol s osmi závodníky, každé kolo vypadne nejpomalejší). Oproti jedničce ale ve hře nebyl mód Hot Pursuit. Vyšla také Special Edition, která oproti standardní nabídla trať navíc a nové automobily, samozřejmostí byla rozšířená podpora grafických karet.

### Need for Speed: V-Rally (1997)
Pod tímto názvem vyšla v roce 1997 v Severní Americe pro PlayStation hra, která se v Evropě jmenovala V-Rally. EA od toho očekávala zvýšení prodejů. Hra měla na tehdejší dobu velmi vysoké požadavky. Do série Need for Speed se nezapočítává.

### Need for SpeedIII: Hot Pursuit (1998)
V tomto díle se v roce 1998 poprvé objevil Hot Pursuit mód. Bylo také rozhodnuto, že série půjde spíše k arkádovosti, než aby se snažila být simulátorem. Na hráče čekalo osm licencovaných supersportů a 10 tratí, umělá inteligence policie byla na tu dobu na velmi vysoké úrovni, vylepšenou grafiku doplňovaly skvělé světelné efekty, a aby toho nebylo málo, bylo možné si vybrat z 15 kamer. Byla také první hrou, která dovolila stahovat a přidávat do hry z internetu další vozy.

### Need for Speed: High Stakes / Road Challenge / Brennender Asphalt (1999)
Díl z roku 1999 měl tři různé názvy. Road Challenge se jmenoval v Evropě (kromě Německa) a Brazílii, High Stakes byl název pro Severní Ameriku a Brennender Asphalt byl název pro Německo. Byla kritizována za to, že většinu tratí převzala z předchozího dílu. Bylo k dispozici 18 vozů, které jste mohli výkonově upravovat ale projevovala se i poškození, které stejně jako počasí ovlivňovalo jízdní vlastnosti vozu.

### Need for Speed: Porsche Unleashed / Porsche2000 / Porsche (2000)
V roce 2000 vyšel opět díl s několika názvy (Porsche Unleashed pro Severní Ameriku, Porsche 2000 pro Evropu kromě Německa a pro Latinskou Ameriku a Porsche pro Německo), tentokrát však byl (a stále je) v rámci série NFS výjimečný. Jak název napovídá, jsou zde k dispozici pouze vozy Porsche. Zastoupení této značky je však ohromné (80 vozů) a zastupuje velkou většinu vozů značky (další šlo stahovat) Porsche od roku 1948 do roku 2000. Při vývoji hry pomáhalo Porsche s vyladěním jízdních vlastností, takže by se auta měla chovat stejně jako opravdová. Novinkou byl také přepracovaný destrukční mód a bylo umožněno hraní přes internet. V tomto díle chyběl mód Hot Pursuit.

### Need for Speed: Motor City Online (2001)
Tento díl (vydaný v roce 2001) budí dodnes rozpory, jestli se má počítat do série NFS. Byl vydán pouze pro Severní Ameriku, jezdilo se zde v amerických muscle cars z třicátých až sedmdesátých let a cílem EA bylo vytvořit komunitu on-line hráčů závodících v ulicích virtuálního města. Všechny servery jsou od 29.8.2003 zrušeny.

### Need for Speed: Hot Pursuit2 (2002)
V roce 2002 se do NFS opět vrací Hot Pursuit mód, který autoři vylepšili rozšířením počtu vozů policie, zlepšením jejich inteligence a zapojením helikoptér. Hráč má k dispozici přes 30 vozů, které může prohnat po 48 tratích ve čtyřech různých prostředích. Je zde možné hrát za policii.

### Need for Speed: Underground (2003)
Roku 2003 odpověděla EA na módu ilegálních závodů tuningovým titulem Underground. Oproti předchozím dílům se zde jezdí s obyčejnými vozy převážně japonských značek jako jsou například Honda Civic, Mitsubishi Lancer nebo Subaru Impreza, které si hráč po vyhraných závodech může upravovat. Poprvé se také jezdí pouze v noci, přibyly nové typy závodů – drag (závod na 1/4 míle) a drift (smykování). Tratě jsou vytyčené ve městě typu Los Angeles s běžným provozem.

### Need for Speed: Underground2 (2004)
Mnohými oslavovaný a mnohými zatracovaný první tuningový díl dostal po velkém úspěchu nástupce, který vyšel o rok později (2004). Princip hry se nezměnil, šlo pouze o vylepšení grafiky, rozšíření počtu vozů a tuningových doplňků a byl umožněn volný pohyb po městě, kde hráč vyhledával závody. V tomto díle se objevují i nové typy závodů jako je například Street X (závod na malých uzavřených okruzích s velkým množstvím ostrých zatáček) nebo URL (závod na uzavřených okruzích, buď na závodní dráze nebo na letišti, kde proti vám závodí pět oponentů). Ve hře se nově objevují i vozy SUV.

### Need for Speed: Most Wanted (2005)
Devátý díl série NFS vyšel roku 2005 a přinesl kombinaci tuningových závodů a honiček s policií. Ve vozovém parku, který čítal 36 aut, byla jak obyčejná auta (Fiat Grande Punto,…), tak i luxusní supersporty (Aston Martin, Audi, BMW,…). Jednalo se o volné pokračování NFS Underground 2, mezi největší rozdíly ale patřila jízda v různých fázích dne (ne v noci), možnost zpomalování času, díky čemuž bylo možné projet i tu nejostřejší zatáčku při vysoké rychlosti, a policie, která byla rychlejší, chytřejší a silnější než kdykoliv předtím. Vyhráváním závodů hráč získával virtuální peníze, které následně utrácel při vylepšování svých vozů. Navíc byla zpřesněna navigace při jízdě na závody, jež v Underground 2 občas zadrhávala. Navigace navigovala maximálně 4 km. Ve hře se objevuje blacklist, seznam patnácti soupeřů, které hráč musí postupně porazit.

### Need for Speed: Carbon (2006)
Tento díl z roku 2006 navazuje na příběh z předchozího dílu. Opět zde zasahuje do závodů policie, novinkou oproti předchozím dílům je budování vlastního tunigového gangu, který Vám při závodech pomáhá (např. blokováním soupeřů). Za zmínku také stojí nový herní mód „Canyon duel“, ve kterém můžete sjet ze silnice a zřítit se do propasti. Cílem této hry je porazit všechny „Auto gangy“. Opět se vrací jízda pouze v noci. Vozy v tomto díle jsou oproti předchozím dílům rozděleny do tří skupin, Tuner (většinou se jedná o japonské vozy, které vynikají svou snadnou ovladatelností), Muscle (zejména americké osmiválcové vozy se skvělou akcelerací) a Exotic (sportovní vozy, které se vyznačují hlavně svou výkonností). Další novinkou ve hře je tzv. Autosculpt, jedná se o detailní vizuální úpravy různých částí tuningových doplňků.

### Need for Speed: Pro Street (2007)
Tento díl vyšel v listopadu 2007. Hráči se konečně dočkali modelu poškození, naposledy viděného v Need for Speed Porsche. Obsahuje auta z 28 automobilek v rozsahu od 60. let do současnosti. Není v něm nutné vyhrát všechny závody, stačí být první v celkové klasifikaci. Už se neodehrává v ruchu města ale na uzavřeném a přesto nelegálním okruhu. Cílem není jako v předchozích dílech porazit „vůdce města“, ale experty různých typů závodů (Drift King, Drag king, Grip King atd.) a nakonec přeborníka závodů RYA.

### Need for Speed: Undercover (2008)
Vyšel 21. listopadu 2008. Velký význam je kladen na propracovaný příběh (na motivy filmu Kurýr a Rychle a Zběsile) a herní videosekvence pod taktovkou Josepha A. Hodgese, který taky sepsal scénář. Oproti předchozímu dílu se změní hodně – rozsáhlejší tuning, duely v kaňonech, velké otevřené město, návrat policie apod. Jak napovídá jméno: hrajete za utajeného policistu který vyhledává ilegální závody, také plníte mise, které Vám zadá policie.

### Need for Speed: Shift (2009)
Tato hra vybočuje od předchozích dílů. Na rozdíl od nich nemá tuningová auta, ale vrací se k osvědčenému stylu klasických závodů s rychlými auty. Vrací se na závodnický a legální okruh. Konečně se vrací pohled první osoby, který byl naposledy viděn v Need for Speed Porsche Unleashed.

### Need for Speed: Nitro (2009)
Need for Speed: Nitro je první Need for Speed výhradně pro Nintendo DS a Wii s rysy arkádového stylu hry a zaměřením na běžné publikum. Nitro bylo vydáno 3. listopadu 2009 v Severní Americe, zatímco v Evropě bylo vydáno 06.11.2009.

### Need for Speed: World (2010)
Multiplayerové Need for Speed se odehrává ve městech z Most Wanted a Carbon. Můžete vybírat ze singleplayerového módu, kde závodíte s počítačem a nebo multiplayerově hrát s dalšími lidmi. Hra je legálně ke stažení.
Ve hře postupujete v levelech a pomocí módů závodů a pursuit si vyděláváte peníze, za které můžete nakupovat další vozy. Hra též nabízí možnost nákupu pomocí opravdové měny.
Servery této hry byly ke dni 14. července 2015 vypnuty a hra byla ukončena. Vypnutí této hry je podle prohlášení zástupců EA součástí celkové změny koncepce EA, ve které bude postupně ukončovat jakoukoliv podporu tzv. F2P her ve své nabídce.
Jako alternativa existuje modifikace Soapbox Race World, která zpřistupní hru pomocí spouštěče pro připojení na emulované servery vytvořené komunitou. Skoro všechny funkce z originální hry jsou implementovány, kromě mikrotransakcí. Zdrojový kód je volně dostupný pod svobodnou licencí GNU General Public License v3.0.

### Need for Speed: Hot Pursuit (2010)
Remake klasického Need for Speed od studia Criterion, které se prokázalo adrenalinovou sérií Burnout a zde své zkušenosti s kolizemi plně využilo. Na scénu se vrací zpět policie a otevřený svět plný zkratek a krásné přírody. Hra vyšla 16. listopadu 2010 v USA a v Evropě 17. listopadu a setkala se s úspěchem. Menu obsahuje poprvé Autolog.

### Shift2: Unleashed (2011)
Jedná se o první díl série Need for Speed, který nevyšel na podzim, ale na jaře. Obsahově hra navazuje na Need for Speed Shift (včetně faktu, že je k dispozici pohled přímo z kokpitu vozu). Od arkádového pojetí se hra posouvá k více realistickému zpracování automobilových závodů, čemuž odpovídá i přizpůsobení ovládání pro použití herního volantu spíše než klávesnice. V názvu hry není obsaženo jméno série Need for Speed, avšak část jejího názvu odkazuje na Need for Speed Shift, a proto je tato hra do série typicky zařazována.

### Need for Speed: The Run (2011)
V tomto díle se vracíme zpět do měst, ale neminou nás ani kaňony a vyprahlé silnice rozeseté v různých částech USA. Hráč má opět k dispozici řadu známých licencovaných vozidel. Srdcem hry se nově stal engine, který byl vyvinut pro hru Battlefield 3 (Frostbite 2) a k dispozici je systém Autolog pro porovnání herních výsledků. Oproti předchozím dílům série se The Run liší rovněž přítomností dějové linie a interaktivních akčních sekvencí odehrávajících se mimo vozidlo (např. útěk před policisty). Stinnou stránkou hry je právě příběh, který nemůžete zvlášť ovlivnit - pouze vyhrát!

### Need for Speed: Most Wanted (2012)
Další remake jednoho z legendárních a dnes už klasických dílů Need for Speed od studia Criterion. Jak už název napovídá tak se zde opět setkáme s policií a s otevřeným městem. Tento díl je křížencem mezi Need for speed a Burnouty, takže se setkáme s různými druhy závodů ale i vedlejších misí a úkolů jako třeba skok do dálky nebo ničení billboardů. Hráčsky připomíná Burnout a odevšud hra v hráči evokuje, že hraje Burnout Paradise, takže klasické NFS se vytrácí v tuctech bouraček a zatknutí bez bolesti.

### Need for Speed: Rivals (2013)
Tento díl série se odehrává v otevřeném prostředí. Na výběr je ze dvou příběhových kampaní - z pohledu policisty nebo z pohledu závodníka. Hra je k dispozici pro tradiční platformy - PC (Microsoft Windows), PlayStation 3, Xbox 360, ale také pro next-gen konzole PlayStation 4 a Xbox One.

### Need for Speed (2015)
Need for Speed 2015 v pořadí 21. díl série, jedná se o restart celé série. Hra vyšla v listopadu 2015 pro konzole osmé generace a dále vyšla na jaře 2016 i pro PC. Navazuje na oblíbenou sérii underground - tedy noční závody plné tuningových automobilových honiček.

## Filmová adaptace
Stejnojmenný film inspirovaný sérií Need for Speed připravilo studio DreamWorks Pictures, režie se ujmul Scott Waugh. Film měl v ČR premiéru v březnu roku 2014.